# Molí de Llor
El Molí de Llor és una obra de Sant Julià del Llor i Bonmatí (Selva) inclosa a l'Inventari del Patrimoni Arquitectònic de Catalunya.

## Descripció
Es tracta d'un edifici de planta rectangular, que consta de planta baixa i dos pisos superiors, cobert amb una teulada d'una sola aigua de vessant a lateral.
La planta baixa destaca el gran portal d'accés rectangular amb muntants de pedra ben escairats. Sobre el portal trobem una gran placa de marbre incrustada en el parament mural, en la qual es pot llegir una interessant inscripció que diu així:
“MOLINO DEL LLOR”
El primer i segon pis han estat resolts amb el mateix plantejament formal, que consisteix en la disposició d'un sèrie d'obertures rectangulars - en el primer pis dos i en el segon tres-. Ara bé, unes finestres bastant irrellevants, ja que no han rebut cap tractament singular.
Ubicat a l'est, trobem adossada al molí primigeni una construcció de principis de segle, de planta rectangular i coberta amb una teulada d'una sola aigua de vessant a lateral. Disposa d'uns grans finestrals d'arc carpanell rebaixat, emmarcats amb rajol i arrebossat, i a l'interior alberga una gran turbina que té com a finalitat generar energia elèctrica.
Darrere el molí i disposada sobre un terraple, trobem la bassa que en origen seria el motor que feia moure i funcionar el molí.

## Història
El primer esment del molí del Llor data entre 1229-1235 i documentat específicament en el 1426. Entre 1229 i 1235 és infeudat a Guillem de Sant Julià del Llor per l'abat d'Amer.
El molí del Llor, que compta amb molts segles d'història, era mogut per la força hidràulica que li proporcionava l'aigua del rec de l'Anglasell de Sant Julià. A fins del segle xix, a causa del progrés que experimenta la Colònia, D. Manuel Bonmatí transforma el rec en un important saltant d'aigua, un salt que servirà per donar força i fer moure les noves indústries que s'estan creant. Recordant l'activitat dels últims noranta anys, s'observa ràpidament que era un molí que funcionava amb tres jocs de moles: una servia per moldre grans panificables, una altra per moldre la farina i una tercera per moldre pedra.
Fins a l'any 1912, continuant el costum de la família Bonmatí, el fundador explota el molí i s'adona de la infidelitat del moliner, el qual és responsable de la trituració del gra. I és que el moliner li substreu d'amagat a D. Manuel Bonmatí cinc sacs de blat i un de farina. Tot i això D. Manuel Bonmatí s'acaba enterant i denuncia al moliner el qual és detingut. Aquesta actitud és motiu perquè D. Manuel Bonmatí prengui la determinació d'arrendar el molí a un professional que, mitjançant un pagament anual, l'usi i se'n beneficiï. En el seu dia el molí és traspassat a Isidre Pigem, posseïdor del molí de Nerós de Sant Martí de Llemena. Aquesta fou una encertada solució per al propietari, mentre que al pobre moliner il calia triturar molts sacs de gra per treure un rendiment que li permetés de sostenir la família, després d'haver pagat un duro diari d'arrendament.
Després d'efectuar el canvi de professional en l'explotació, el nou moliner, amb treball i seriositat, de mica en mica, va tornar al molí el prestigi que feia temps que havia perdut. Acudien al molí del Llor pagesos de tots els indrets: de Sant Julià i de Constantins, de Sant Martí de Llémena i de les Serres, i sense pont els de l'altre costat del Ter.
Va durar molts anys la prosperitat del molí del Llor, fins que unes lleis rigoroses, provocades per una guerra, els inflexibles controls exigits en una postguerra i, més tard, el progrés ocasionat per modernes i productives farineres, van sumar forces provocant el tancament definitiu del molí del Llor